# تشارلز جون تايلور
تشارلز جون تايلور (بالإنجليزية: Charles John Taylor)‏ هو سياسي نيوزلندي، ولد في 1826، وتوفي في 1897. انتخب عضو مجلس النواب النيوزيلندي.